# Carsioptychus
Carsioptychus coarctatus is een uitgestorven zoogdier behorend tot de Periptychidae dat tijdens het Paleoceen in Noord-Amerika leefde.

## Fossiele vondsten
Fossielen van Carsioptychus zijn gevonden in het San Juan-bekken in New Mexico, Wagonroad in Utah en Corral Bluffs in Colorado en de vondsten dateren uit het het Puercan, het eerste deel van het Paleoceen in Noord-Amerika. Carsioptychus werd in 1936 beschreven door George Gaylord Simpson. Soms wordt het ook het gezien als een ondergeslacht van Periptychus.

## Kenmerken
Carsioptychus was zo groot als een middelgrote hond en het had een gewicht van ongeveer 25 kg. De schedel was 15 tot 20 centimeter lang. De tanden van Carsioptychus waren geschikt voor het eten van harde objecten zoals noten en dit dier was een van de eerste herbivoren. In 2018 werd door middel van een CT-scan onderzoek gedaan naar de bouw van de hersenen, binnenoor, bijholtes en de zenuwen en bloedvaten in de schedel van Carsioptychus. Dit onderzoek wees op een vrij primitieve bouw van de hersenen en het binnenoor, zoals grote delen aangepast voor de reuk, een relatief smalle neocortex en relatief groot kleine hersenen.